# Děkanát Hlučín

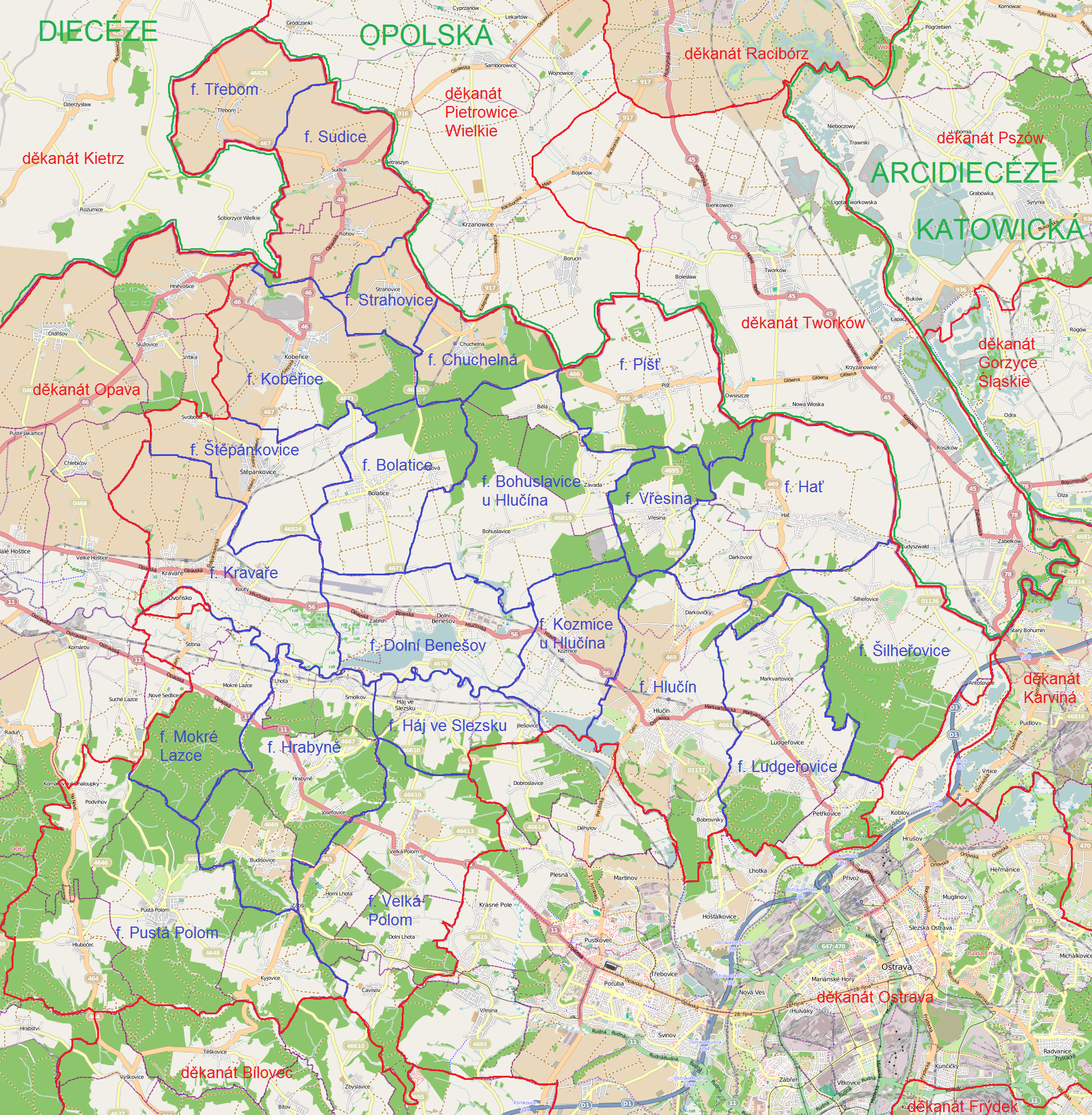
Hlučínský děkanát k roku 2013

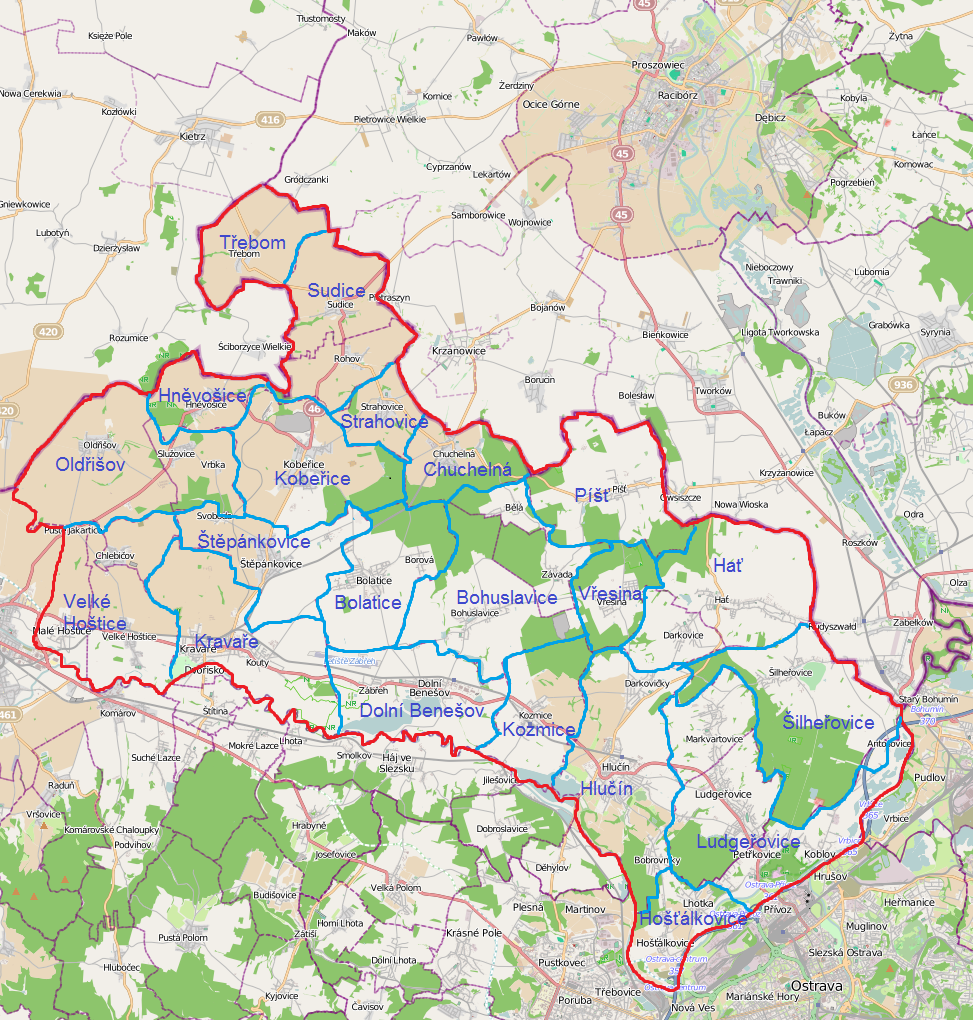
Hlučínský děkanát k roku 1949

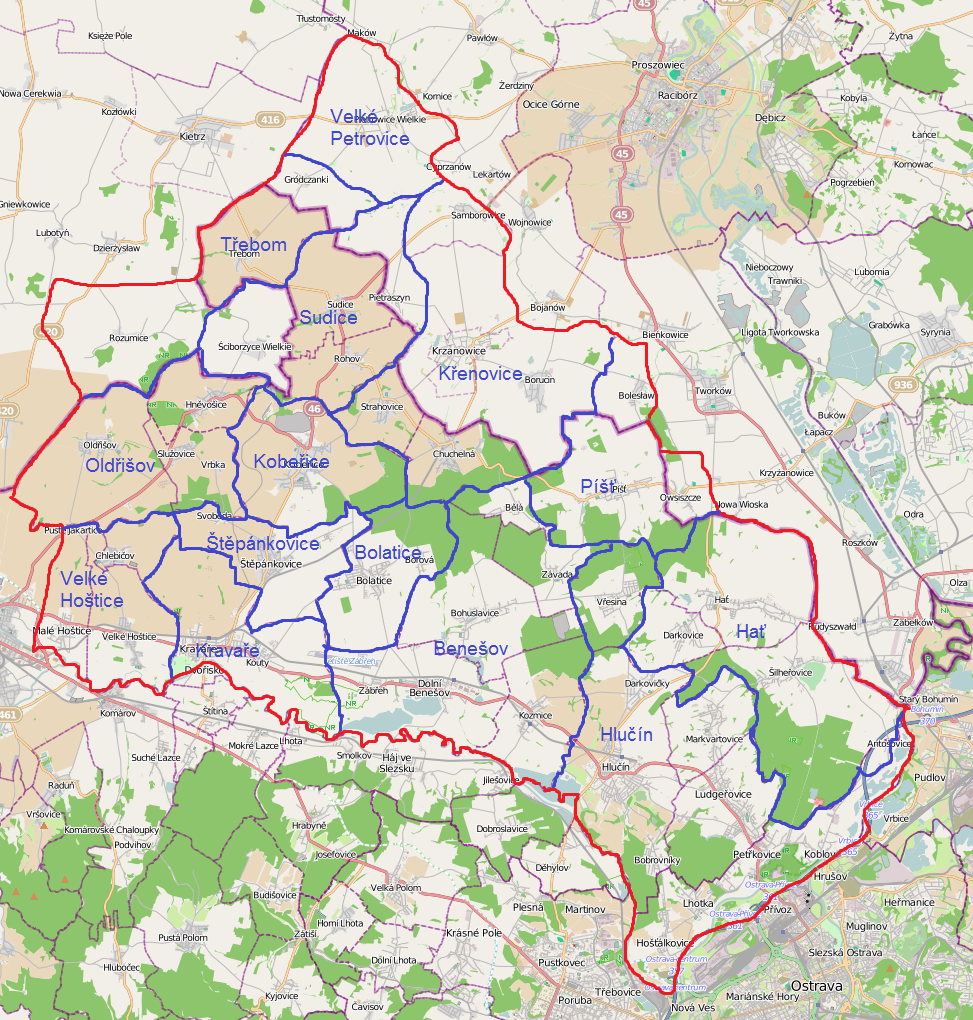
Hlučínský děkanát k roku 1863

Děkanát Hlučín je územní část ostravsko-opavské diecéze s centrem v Hlučíně. Tvoří jej 22 římskokatolických farností. Funkcí děkana je pověřen farář z Dolního Benešova P. Mgr. Pavel Kuchař.

## Seznam farností
| Farnost               | Správce                              | Další duchovní ve farnosti | Farní kostel               |
| --------------------- | ------------------------------------ | -------------------------- | -------------------------- |
| Bohuslavice u Hlučína | P. Mgr. Remigiusz Paweł Wentland     |                            | Nejsvětější Trojice        |
| Bolatice              | P. Mgr. Leslaw Roman Mazurowski      |                            | sv. Stanislav              |
| Dolní Benešov         | P. Mgr. Pavel Kuchař                 |                            | sv. Martin                 |
| Háj ve Slezsku        | P. Mgr. Roman Dlouhý                 |                            | sv. Valentin               |
| Hať                   | P. Mgr. Bc. David Powiesník          |                            | sv. Matouš                 |
| Hlučín                | P. Mgr. ThLic. Petr Rak              |                            | sv. Jan Křtitel            |
| Hrabyně               | P. Mgr. Vladimír Pavlík              |                            | Nanebevzetí Panny Marie    |
| Chuchelná             | administrátor excurrendo, Strahovice |                            | Povýšení sv. Kříže         |
| Kobeřice              | P. Mgr. Marek Andrzej Pawlica        |                            | Nanebevzetí Panny Marie    |
| Kozmice u Hlučína     | P. Petr Šustáček                     |                            | sv. Florián                |
| Kravaře               | P. Mgr. Jakub Lasák                  | P. Mgr. Lukáš Dořičák      | sv. Bartoloměj             |
| Ludgeřovice           | Mons. Jan Plaček                     | P. Mgr. David Kantor       | sv. Mikuláš                |
| Mokré Lazce           | administrátor excurrendo, Hrabyně    |                            | sv. Jan Křtitel            |
| Píšť                  | P. Mgr. Petr Černota                 |                            | sv. Vavřinec               |
| Pustá Polom           | P. Mgr. Radim Zielonka               |                            | sv. Martin                 |
| Strahovice            | P. Mgr. Vlastimil Krajčovič          |                            | sv. Augustin               |
| Sudice                | P. Mgr. Aleš Písařovic               |                            | sv. Jan Křtitel            |
| Šilheřovice           | R. D. Mgr. Peter Augustín Kerak      |                            | Nanebevzetí Panny Marie    |
| Štěpánkovice          | P. Mgr. Jan Zelenka                  |                            | sv. Kateřina Alexandrijská |
| Třebom                | administrátor excurrendo, Sudice     |                            | sv. Jiří                   |
| Velká Polom           | P. Mgr. Zdeno Vavro                  |                            | sv. Václav                 |
| Vřesina               | P. Mgr. Janusz Jan Kiwak             |                            | sv. Vilém Akvitánský       |

Stav k 1.10.2021